# Spio goniocephala
Spio goniocephala är en ringmaskart som beskrevs av Thulin 1957. Spio goniocephala ingår i släktet Spio och familjen Spionidae. Arten är reproducerande i Sverige. Inga underarter finns listade i Catalogue of Life.